# Panpan
Panpan (jap. パンパン, ang. pom-pom, pom-pom girl) – termin określający byłe japońskie prostytutki uliczne, które świadczyły usługi seksualne żołnierzom amerykańskim, którzy okupowali Japonie po II wojnie światowej. Wiele z tych kobiet zostało zubożałych w wyniku wojny, straciło rodziny i majątek oraz zostało zmuszonych do prostytucji. 70% tych kobiet specjalizowało się w seksie z obcokrajowcami.

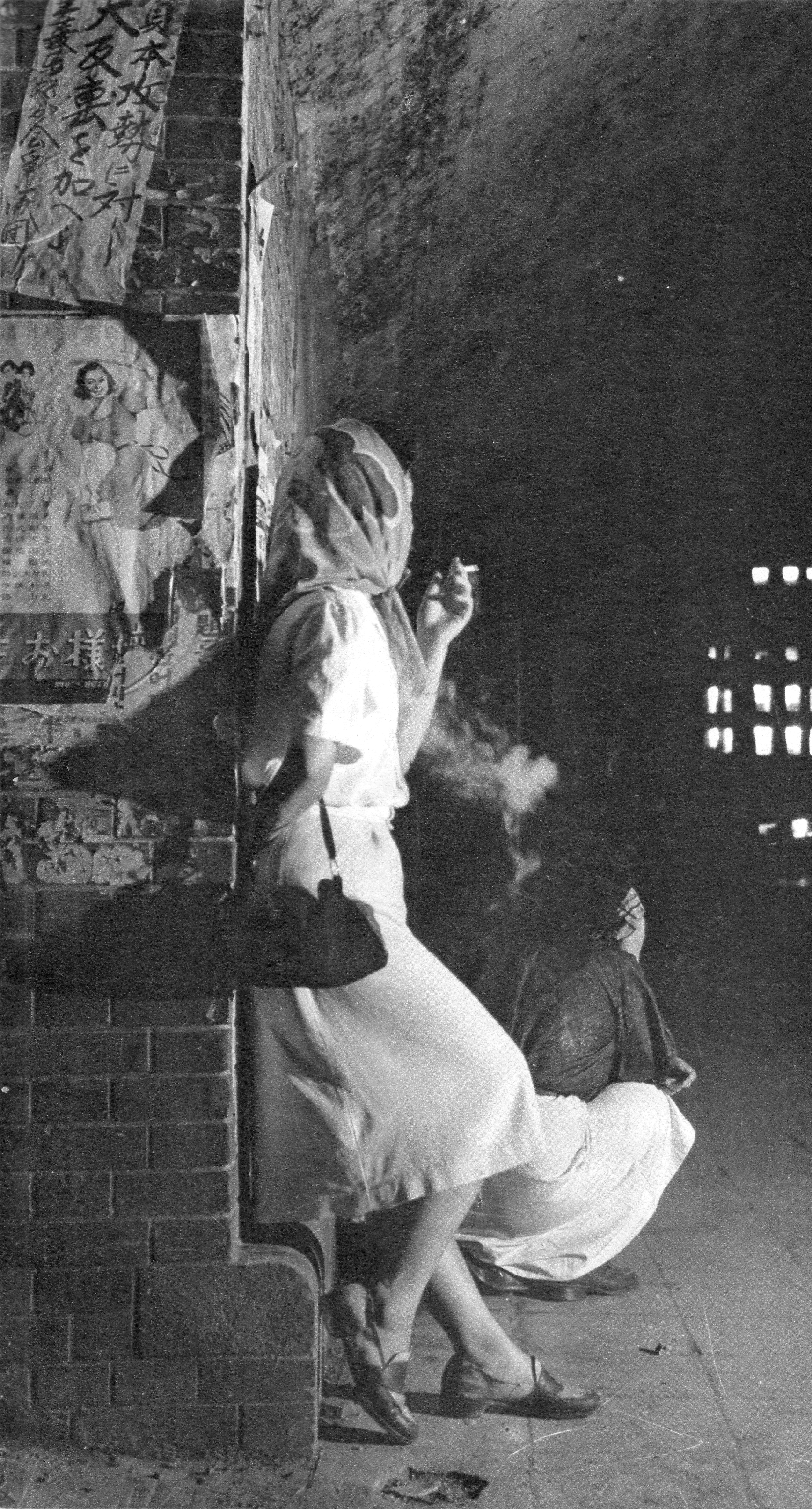
Zdjęcie „dziewczyn panpan” wykonane około 1945 r.

Nazywano je także „Pansuke” (パン助), „Panpangāru” (パンパンガール), „Yoru no Onna” (夜の女 dosł. kobieta nocy), „Yami no Onna” (闇の女 dosł. kobieta ciemności). Termin „Yami no Onna” (闇の女 dosł. kobieta ciemności) był używany w tym samym czasie w odniesieniu do prostytutek ulicznych wraz z japońskimi odpowiednikami, ale z czasem to rozróżnienie zniknęło.

## Obszary i regiony
26 marca 1946 roku wraz z likwidacją Stowarzyszenie Rekreacji i Rozrywki (Recreation and Amusement Association (RAA)), które powstało wkrótce po klęsce Japonii w II wojnie światowej, mówi się, że prostytutki, które straciły pracę, wyszły na ulice i stały się dziewczynami panpan lub działały równolegle z RAA. Szacuje się, że w 1947 r. w Tokio było 30 000 dziewczyn panpan, a w sześciu głównych miastach Japonii łącznie 40 000.
- Wiele panpan działało w tokijskich dzielnicach Ueno, Shinjuku i Yurakucho.
- W latach 1950–1955 powstało duże centrum panpan’ów w mieście Chitose na Hokkaido dla sił zbrojnych USA. Wiele kobiet pracujących tam było spoza Hokkaido[12].
- W powojennej Jokohamie istniała ulica Panpan (パンパン)[13].

## Polowanie na panpan’y
Od początku okupacji Departament Zdrowia Publicznego i Opieki Społecznej (PHW) Sztabu Generalnego Mocarstw Alianckich kładł nacisk na zwalczanie chorób przenoszonych drogą płciową. SCAPIN nr 153 Memorandum w sprawie kontroli chorób przenoszonych drogą płciową wydane w październiku 1945 r. zobowiązywało Departament Zdrowia i Opieki Społecznej do dostarczania danych identyfikacyjnych pacjentów i zapobiegania zakażeniom, w tym kiły, rzeżączki i wrzodów wenerycznych na liście określonych chorób zakaźnych. Określa także badania i leczenie osób zagrożonych. W ramach tych działań, oprócz nawiązywania kontaktów z poszczególnymi przypadkami zarażenia, w Kioto w listopadzie 1945 i styczniu 1946 przeprowadzono „polowanie”, podczas którego wszyscy ludzie byli poddawani testom na ulicach a osoby zarażone były masowo aresztowane. W listopadzie 1946 roku w Ikebukuro doszło do kolejnego incydentu, w którym Korpus Żandarmerii Wojskowej Stanów Zjednoczonych i Japońska Policja aresztowali dużą liczbę przechodzących kobiet i wysłali je do szpitala Yoshiwara na badanie pochwy. Po wejściu w życie ustawy o zapobieganiu chorobom wenerycznym w 1948 r. „polowanie” zostało przeniesione do urzędu kontroli chorób przenoszonych drogą płciową Departamentu Policji Metropolitalnej, ale nadal podlegało Korpusowi Żandarmerii Wojskowej Stanów Zjednoczonych.
Nazywano to „łapaniem” (キャッチ) lub „polowaniem na panpan’y” (パンパン狩り).

## Wpływy
Charakterystyczny łamany angielski używany przez panpan’y (zmieszany z japońskim i odbiegający od gramatyki angielskiej) nazywany był „pangrish”. Panglish zniknął wraz z wejściem w życie traktatu pokojowego w San Francisco w 1952 roku.
Powojenna dziecięca zabawa w „polowanie na panpan’y” (パンパン狩り) była uważana za problematyczną. Uważa się, że jest to gra, w której dwóch chłopców i dwie dziewczynki toczą się parami po macie, a jeśli wpadną na inne dzieci, zmienią partnera i bawią się dalej.